# Bronkhorst (cratera)
Bronkhorst é uma cratera marciana. Tem como característica 17.9 quilômetros de diâmetro. Deve o seu nome a Bronkhorst, uma pequena vila na Holanda.